# Лихоманка джину

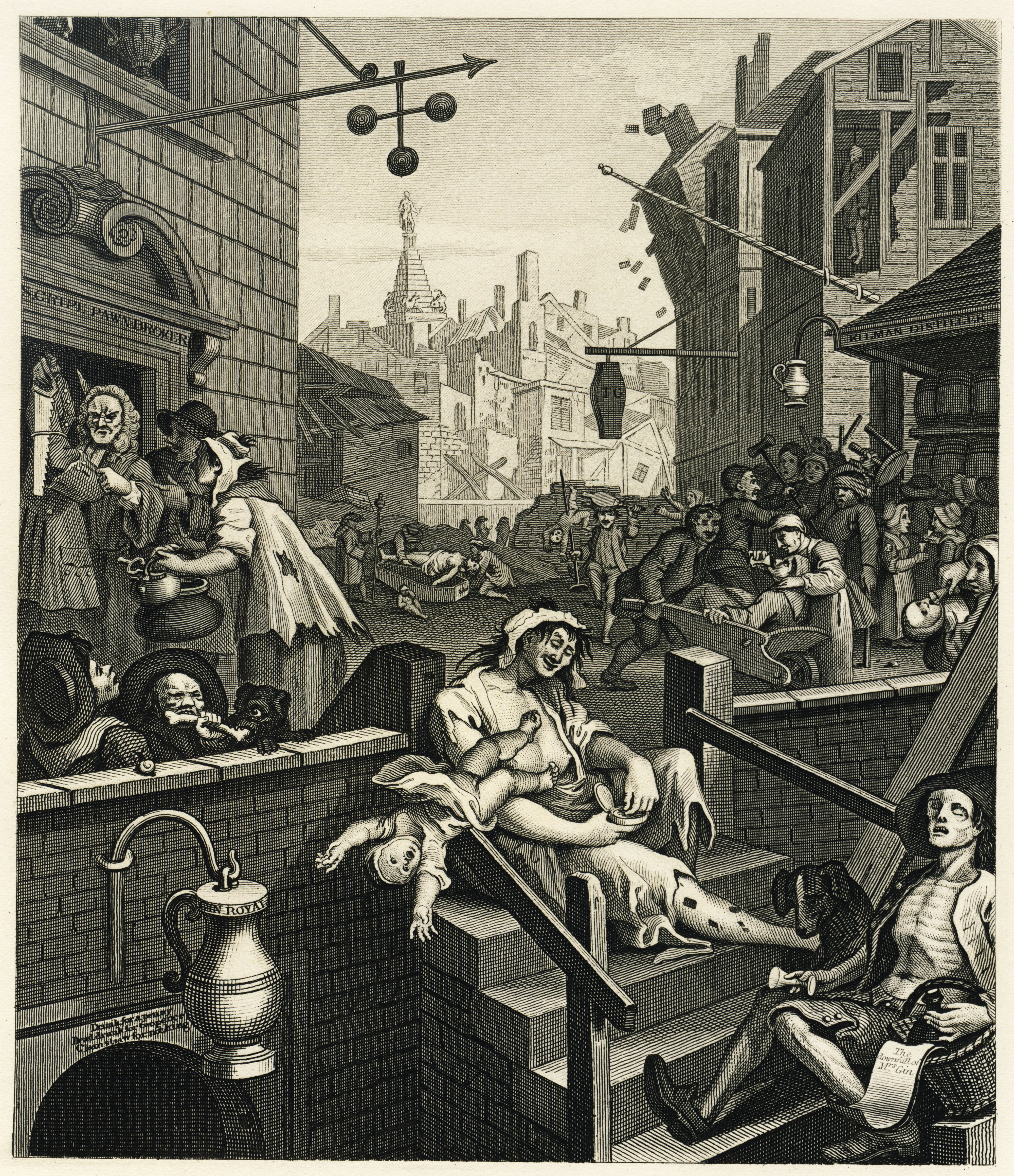
Вільям Хогарт. «Провулок джину»

Лихоманка джину (англ. Gin Craze) — бум споживання міцних алкогольних напоїв (які всі разом називали джином) у Лондоні та Великій Британії загалом у першій половині XVIII сторіччя.
Рецепт виготовлення джину — міцного напою на основі ялівцевої настоянки — був створений в Англії наприкінці XVII сторіччя. Перевагою нового трунку була відносна проста технологія виробництва і низька ціна, що робили його доступним навіть для бідних. З часом джином почали називати будь-які міцні алкогольні напої, виготовлені шляхом дистиляції, навіть ті, які не мали ані присмаку, ані навіть запаху ялівця.
Стрімке зростання споживання алкоголю за лічені роки перетворилося на справжнє цунамі, що й отримало назви «лихоманки джину». Тисячі людей пиячили день і ніч, божеволіли, втрачали людську подобу, грабували і продавали останнє лише для того, аби придбати чергову порцію питва.
Зупинити алкогольне безумство вдалося лише поступово, завдяки запровадженню високих податків на виробництво джина — внаслідок чого він суттєво подорожчав — та появі альтернативи (насамперед якісних сортів пива, зокрема портеру, та витриманого коньяку).